# بووس (باد کرویتسناخ)
بووس (به آلمانی: Boos) یک شهر در باواریا یا همان بایرن در آلمان است که در باد کرویتسناخ واقع شده‌است.